# Gobernación del Tucumán
La gobernación del Tucumán, inicialmente provincia del Tucumán, Juríes y Diaguitas, fue una entidad territorial integrante del Imperio español, que incluía gran parte del centro y noroeste de la actual Argentina.

## Historia

### Antecedentes
Los territorios que luego constituirían la gobernación del Tucumán estuvieron divididos entre dos de las gobernaciones creadas el 21 de mayo de 1534 por el monarca Carlos I: la gobernación de Nueva Toledo –para Diego de Almagro– y la gobernación de Nueva Andalucía –para Pedro de Mendoza–. Cada una de estas gobernaciones tenía 200 leguas de ancho de norte a sur y abarcaba desde la costa del océano Pacífico hasta la costa atlántica y línea de la demarcación con Portugal, siendo el límite entre ambas el paralelo 25°31'36"S.
La parte occidental de la futura gobernación quedó luego incluida dentro de la gobernación de Nueva Extremadura, que el cabildo de Santiago de Chile otorgó de facto a Pedro de Valdivia, y este aceptó el 11 de julio de 1541. En 1548 Valdivia obtuvo del presidente de la Real Audiencia de Lima y gobernador de Perú, Pedro de la Gasca la confirmación de la gobernación de Nueva Extremadura (confirmada por el emperador Carlos I en 1552), cuya jurisdicción fue fijada en:

... por gobernación y conquista desde Copiapó, que está en 27 grados de altura de la línea equinoccial a la parte del sur, hasta 41 de la dicha parte, procediente norte sur derecho por meridiano, e de ancho entrando en la mar a la tierra hueste leste cien leguas.

El 19 de junio de 1549 La Gasca otorgó provisión al capitán Juan Núñez de Prado para que hiciera una expedición al Tucumán, fundara una ciudad con cabildo y repartiera tierras entre los vecinos. Núñez de Prado recibió el título de capitán y justicia mayor de la ciudad a fundarse bajo dependencia del Perú:

Por que vos el capitán Juan Núñez de Prado: habéis de hacer la pacificación de los naturales y población de pueblo y poblar a la provincia del Tucumán. Por cuanto somos informados que adelante de la (...) provincia de los Charcas de los nuestros reinos del Perú está una provincia que se llama en lengua de indios Tucumán (...) fue acordado que a vos Juan Núñez de Prado, vos cometamos e mandamos que vais con gente que para ello fuere necesaria a la dicha provincia del Tucumán y en la parte y sitio que os pareciera más conveniente para poblar, pobléis un pueblo y desde él procuréis de traer en paz a todos los caciques principales e indios de las dichas provincias y su comarca (...) y así poblado el dicho pueblo nombraréis regidores y otros oficiales de cabildo (...) y para que mejor y con más reputación podáis hacer y efectuar todo lo sobre dicho, vos criamos y hacemos Capitán y Justicia Mayor en el dicho pueblo que así poblaredes (...) y vos obedezcan y acaten (...) y cumplan vuestros mandamientos.
Pedro de la Gasca

### Dependencia de la gobernación de Nueva Extremadura

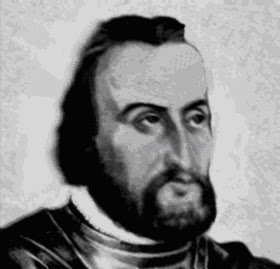
Capitán Juan Núñez de Prado.

Núñez de Prado partió de Potosí en 1549 y fundó la ciudad de El Barco el 29 de junio de 1550 en el centro-sur de la actual Provincia de Tucumán. Poco después llegó a la zona Francisco de Villagra, quien llevaba tropas a Chile para el gobernador Valdivia, entró en conflicto con Núñez de Prado y reclamó que la fundación estaba en el territorio de Valdivia (el vértice noreste de la jurisdicción de Valdivia estaba cerca de la actual San Miguel de Tucumán). Núñez de Prado debió acceder a quedar en El Barco como teniente gobernador bajo jurisdicción de Chile. Sin embargo, al alejarse Villagra, trasladó la ciudad de El Barco a la actual Provincia de Salta, fuera del territorio de Valdivia (El Barco II, en 1551) reasumiendo su cargo anterior. Ante la negativa de La Gasca y la hostilidad indígena volvió a realizar el traslado de la ciudad (El Barco III, en 1552) ubicándola en a la actual Provincia de Santiago del Estero y fuera de la jurisdicción de Chile.
Al no tener noticias desde el Tucumán, Valdivia decidió destituir a Núñez de Prado y el 14 de octubre de 1552 nombró a Francisco de Aguirre como su lugarteniente general de La Serena con jurisdicción hasta el océano Atlántico, y lo envió a El Barco. 

... digo y declaro de nuevo por esta mi provisión, que os crío, nombro e proveo en su cesáreo nombre por mi lugar-teniente general de la dicha ciudad de la Serena y sus términos e jurisdiccion, y de las demás ciudades villas y lugares que poblaredes en la demarcacion y paraje de ella hasta la mar del Norte conforme a como yo tengo la comisión de S. M. por sus reales provisiones cerca del descubrir y conquistar y poblar.

La Serena había sido refundada por Aguirre el 26 de agosto de 1549 y la jurisdicción dada a él se extendía desde el paralelo 26°S hasta el río Choapa, y desde el océano Pacífico 100 leguas hacia el este, con lo cual no llegaba al océano Atlántico (o mar del Norte) y Valdivia excedía su jurisdicción.
Aguirre ubicó y se apoderó de El Barco III el 20 de mayo de 1553, donde tomó prisionero a Núñez de Prado y lo envió a Chile. Finalmente trasladó la ciudad un poco más al norte, que refundó el 25 de julio de 1553 con el nombre de Santiago del Estero.
Al enterarse de la muerte de Valdivia en marzo de 1554, Aguirre se proclamó gobernador y capitán general de estas provincias del nuevo maestrazgo de Santiago y de la ciudad de la Serena, que Valdivia le había concedido a contar desde el momento de su muerte. Luego partió de regreso a Chile pretendiendo heredar la gobernación de Valdivia y dejó a Juan Gregorio Bazán como su teniente gobernador. El rey, sin embargo, no consideró ambas pretensiones de Aguirre basadas en el testamento de Valdivia.
El 13 de febrero de 1555 la Real Audiencia de Lima reconoció los títulos y derechos de Juan Núñez de Prado y ordenó su restitución al cargo, lo cual no se produjo ya que murió poco después.

Conviene que dicho capitán Juan Núñez de Prado, vuelva a gobernar y administrar como antes lo solía hacer, la ciudad de El Barco que él hizo poblar en dicha provincia del Tucumán y los demás pueblos de españoles e indios, tierra y términos que tenía poblada y conquistada en la provincia del Tucumán, Juríes y Diaguitas, al tiempo que salió de ellas... Y mandamos a todos los Cabildos de todas las ciudades y villas de las provincias de Chile, de estos reinos y provincias del Perú, Tucumán, Juríes y Diaguitas, que no impidan ni estorben a dicho capitán en el ejercicio de su cargo; ni lo molesten ni perturben...</ref>

El gobernador de Chile designó a Rodrigo de Aguirre como de teniente de gobernador, quien asumió en febrero de 1556 y luego debió sofocar un intento de destituirlo por parte de los partidarios de Núñez de Prado. Al morir este, Chile siguió gobernando el Tucumán y en octubre de 1557 asumió Miguel de Ardiles como teniente de gobernador. 
En 1557 el nuevo virrey del Perú Andrés Hurtado de Mendoza nombró a su hijo García Hurtado de Mendoza como gobernador de Chile, quien llegó a La Serena y arrestó a Francisco de Aguirre. El virrey autorizó a su hijo a nombrar un teniente de gobernador para el Tucumán, que ya no se limitaba a las 100 leguas asignadas a Valdivia:

...ya vuestra excelencia sabe como las prouincias de tucumán estan vacas por fin e muerte de juan nuñez de prado y que su magestad y vuestra excelencia en su Real nombre pueden proveer persona que govierne aquellas provincias...

Enviado por García Hurtado de Mendoza, en mayo de 1558 se hizo cargo de la tenencia de gobierno Juan Pérez de Zurita. Fue quien logró la paz con el cacique diaguita Juan Calchaquí y fundó 3 ciudades: Londres de la Nueva Inglaterra (el 24 de junio de 1558 en el valle del Quinmivil), Córdoba de Calchaquí (en marzo de 1559 en los valles Calchaquíes) y Cañete (en 1560 en el lugar en donde estuvo El Barco I). El 25 de julio de 1554 el futuro rey Felipe II de España se casó con María Tudor de Inglaterra y Pérez de Zurita resolvió reemplazar el nombre de Tucumán por el de Nueva Inglaterra. Previendo su relevo y el de su hijo en Chile, el 22 de febrero de 1560 el virrey Andrés Hurtado de Mendoza dispuso que continuase el dicho Pérez de Zurita gobernando allí hasta que el virrey otra cosa proveyese, con lo que el teniente de gobernador del Tucumán dejó temporalmente de ser designado desde Chile.
El 29 de abril de 1561 la Real Audiencia de Charcas (instalada ese año) dejó sin efecto la dependencia del Tucumán del gobernador de Chile. Pero ese año hubo cambio de gobierno en Lima y en Chile. Fue entonces que Gregorio de Castañeda asumió como teniente de gobernador nombrado por el nuevo gobernador de Chile, Francisco de Villagra, antes de conocerse la decisión de la Audiencia. Castañeda arrestó a Pérez de Zurita, restableció el nombre Tucumán en vez de Nueva Inglaterra, y provocó la sublevación diaguita liderada por Juan Calchaquí. Castañeda fundó Nieva en el valle de Jujuy el 20 de agosto de 1561 y trasladó Londres al valle de Conando en 1562.
Sin embargo las cuatro ciudades del Tucumán fueron destruidas por los indígenas ese año, permaneciendo solo Santiago del Estero, que quedó aislada. En estas condiciones Castañeda abandonó su cargo y se fue a Chile.

### Gobernación del Tucumán
A principios de 1563 el virrey Diego López de Zúñiga y Velasco decidió nombrar como gobernador del Tucumán, Juríes y Diaguitas a Francisco de Aguirre, cortando definitivamente la dependencia de Chile. Una real cédula del 29 de agosto de 1563 del rey Felipe II formalizó la separación de la gobernación de Chile y la traspasó al distrito de la Real Audiencia de Charcas, señalando que:

Habemos acordado apartar la dicha gobernación de Tucumán, Juríes y Diaguitas de la dicha gobernación de Chile e incluirlas en el distrito de la dicha audiencia de Los Charcas.

Por orden de Aguirre, Diego de Villarroel fundó la ciudad de San Miguel de Tucumán y Nueva Tierra de Promisión el 31 de mayo de 1565 en Ibatín. En 1566 estalló una sublevación, Aguirre fue enviado preso a Lima y de camino los sublevados Jerónimo de Holguín, Diego de Heredia y Juan de Berzocana fundaron la villa de Cáceres junto al río Pasaje sin las formalidades previstas. Diego Pacheco ocupó el cargo de gobernador y el 15 de agosto de 1567 formalizó la fundación de la ciudad de Nuestra Señora de Talavera del Esteco sobre la base de la villa de Cáceres. En 1569 Aguirre regresó al Tucumán como primer gobernador nombrado por el rey. La capital de la Gobernación se ubicaba en la antigua ciudad de Santiago del Estero
La primitiva diócesis del Tucumán, con sede en Santiago del Estero  fue creada el 14 de mayo de 1570 por la bula Super specula militantis Ecclesiae del papa Pío V Su primer obispo fue el dominico portugués Francisco de Victoria que se hizo cargo de la diócesis en 1582.
La ciudad de Córdoba de la Nueva Andalucía fue fundada el 6 de julio de 1573 por el gobernador Jerónimo Luis de Cabrera en la tierra de los comechingones, luego de lo cual alcanzó el río Paraná y el 18 de septiembre de 1573 fundó el puerto de San Luis del Paraná en la confluencia con el río Carcarañá. Allí disputó con Juan de Garay por la posesión del lugar, pero el rey otorgó al adelantado Juan Ortiz de Zárate todas las poblaciones que cualquiera otros capitanes hubiesen fundado en espacio de doscientas leguas, desde las márgenes del Río de la Plata, a la banda del sur, hasta la Gobernación del reino de Chile. 
El 13 de octubre de 1575 por orden del gobernador Gonzalo de Abreu y Figueroa, Pedro de Zárate fundó San Francisco de la Nueva Provincia de Álava en la actual San Salvador de Jujuy; esta fue destruida el 25 de mayo de 1576 por los indígenas. En 1577 Abreu fundó la ciudad de San Clemente de la Nueva Sevilla en la actual localización de Chicoana, que es donde estuvo ubicada Córdoba de Calchaquí. También duró pocos días, tras pelear contra los calchaquíes. Al sudeste de Rosario de Lerma actual, fundó por segunda vez San Clemente, la que también fue arrasada. Luego la fundó por tercera vez y también fue destruida.
Hernando de Lerma fundó la ciudad de San Felipe de Lerma en el Valle de Salta el 16 de abril de 1582. El 20 de mayo de 1591 el gobernador Juan Ramírez de Velasco fundó la ciudad de Todos los Santos de la Nueva Rioja, y al año siguiente fundó Madrid de las Juntas o villa de Nueva Madrid en la confluencia de los ríos Pasaje y Piedras. El 19 de abril de 1593, Francisco de Argañaraz y Murguía fundó la ciudad de San Salvador de Velasco en el Valle de Jujuy.
En 1609 el gobernador Alonso de Rivera fusionó Talavera del Esteco y Madrid de las Juntas en una nueva población llamada Talavera de Madrid (conocida como Esteco), a tres leguas al oeste de la última. En mayo de 1607 fundó en los valles Calchaquíes la ciudad de San Juan de la Rivera de Londres. Entre 1630 y 1635 se produjo la primera sublevación calchaquí, durante la cual se erigió el fuerte del Pantano (a 40 km de Aimogasta en La Rioja), conservado hasta 1730 y redescubierto en 1914. Fernando de Mendoza Mate de Luna fundó San Fernando del Valle de Catamarca en 1683.
Con la fundación de la Real Audiencia de Buenos Aires en el 6 de abril de 1663 el Tucumán fue traspasado a su territorio jurisdiccional, aunque efímeramente ya que el 31 de diciembre de 1671 se ordenó extinguir dicha fundación y retornarla al distrito de Charcas.
En septiembre de 1692 un terremoto destruyó la ciudad de Talavera de Madrid, que no volvió a refundarse.
En 1699 se trasladó desde Santiago del Estero la sede episcopal, llevándola a Córdoba. En 1700 el gobernador Juan de Zamudio trasladó la sede civil del gobierno desde Santiago del Estero a Salta.
Dentro de la gobernación del Tucumán existió desde 1596 a 1624 el corregimiento de indios de Humahuaca, Casabindo y Cochinoca (o del Valle de Omaguaca).
En la jurisdicción de Córdoba fueron creadas las siguientes parroquias durante el período de la gobernación: La Asunción (Ciudad de Córdoba, 1642), Nuestra Señora del Rosario (Villa del Rosario, 1704), Inmaculada Concepción (Villa Ascasubi, 1723), Nuestra Señora del Rosario (Tulumba, 1740), Inmaculada Concepción (Río Cuarto, 1746), San Agustín en Calamuchita (1762), Nuestra Señora del Rosario (Salsacate, 1765), Nuestra Señora del Rosario (Villa María del Río Seco, 1772), Nuestra Señora del Rosario (Cosquín, 1780), Nuestra Señora de la Merced (Alta Gracia, 1781).
La gobernación del Tucumán fue una de las jurisdicciones que fueron puestas bajo el mando de Pedro de Cevallos como virrey provisorio para la guerra con Portugal, las que en 1777 fueron constituidas en el virreinato del Río de la Plata. Al crearse el sistema de intendencias en el Río de la Plata en 1782, la gobernación del Tucumán debió pasar a constituir la intendencia de San Miguel de Tucumán, pero en 1783 se decidió no establecerla y fue dividida entre la intendencia de Salta del Tucumán y la intendencia de Córdoba del Tucumán (que incorporó el corregimiento de Cuyo).
Un real decreto del 25 de julio de 1782 mandó restablecer la Real Audiencia de Buenos Aires, quedando ambas intendencias en su jurisdicción.

## Gobernadores del Tucumán

### Capitán dependiente del Perú
- Juan Núñez de Prado (1549-1553)

### Tenientes gobernadores dependientes de Chile
- Francisco de Aguirre (1553-1554)
- Juan Gregorio Bazán (1554-1556)
- Rodrigo de Aguirre (1556-1557)
- Miguel de Ardiles (1557-1558)
- Juan Pérez de Zurita (1558-1561)
- Gregorio de Castañeda (1561-1563)

### Gobernadores dependientes del virreinato del Perú
- Francisco de Aguirre (1563-1567)
- Diego Pacheco (1567-1569)
- Francisco de Aguirre (1569-1570)
- Pedro Diego de Arana (1570) Interino
- Nicolás Carrizo (1570-1571)
- Jerónimo Luis de Cabrera (1571-1574)
- Gonzalo de Abreu y Figueroa (1574-1580)
- Hernando de Lerma (1580-1584)
- Alonso de Cepeda (1584-1586)
- Juan Ramírez de Velasco (1586-1593)
- Fernando de Zárate (1593-1595)
- Pedro de Mercado de Peñaloza (1595-1600)
- Francisco Martínez de Leiva (1600-1602)
- Francisco de Barraza y Cárdenas (1602-1605)
- Alonso de Ribera (1606-1611)
- Luis de Quiñones Osorio (1611-1619)
- Juan Alonso de Vera y Zárate (1619-1627)
- Felipe de Albornoz (1627-1637)
- Francisco de Avendaño y Valdivia (1638-1640)
- Gil de Oscáriz Beaumont y Navarra (1641-1642)
- Jerónimo Luis de Cabrera y Garay (1642)
- Miguel de Sesse (1642-1643)
- Baltasar Pardo de Figueroa (1643-1644)
- Gutierre de Acosta y Padilla (1644-1649)
- Francisco Gil de Negrete (1649-1651)
- Roque Nestares Aguado (1651-1655)
- Alonso Mercado y Villacorta (1655-1660)
- Jerónimo Luis de Cabrera y Garay (1660-1662)
- Lucas de Figueroa y Mendoza (1662-1663)
- Diego de Trejo (1663)
- Pedro de Montoya (1663-1664)
- Alonso de Mercado y Villacorta (1664-1670)
- Ángel de Peredo (1670-1674)
- José de Garro (1674-1678)
- Juan Diez de Andino (1678-1681)
- Antonio de Vera Mujica (1681)
- Fernando de Mendoza y Mate de Luna (1681-1686)
- Tomás Félix de Argandoña (1686-1690)
- Ignacio Ibáñez del Castrillo (1690-1691)
- Martín de Jáuregui (1691-1696)
- Juan de Zamudio (1696-1702)
- José de la Torre Vela (1702)
- Gaspar de Barahona (1702-1707)
- Esteban de Urizar y Arespacochaga (1707-1724)
- Isidro Ortiz de Haro (1724-1725)
- Alonso de Alfaro (1725-1726)
- Baltasar de Abarca y Velasco (1727-1730)
- Manuel de Arche (1730-1732)
- Juan de Armaza y Arregui (1732-1735)
- Matías de Anglés y Gortari (1735-1738)
- Juan de Santiso y Moscoso (1738-1743)
- Juan Alonso Espinosa de los Monteros (1743-1749)
- Juan Victorino Martínez de Tineo (1749-1754)
- Juan Francisco Pestaña Chamucero (1754-1757)
- José de Cabrera (1757-1758)
- Joaquín Espinosa y Dávalos (1758-1764)
- Juan Manuel Fernández Campero (1764-1769)
- Gerónimo Luis de Matorras (1769-1775)
- Francisco Gabino Arias (1775-1776)

### Gobernadores dependientes del virreinato del Río de la Plata
- Francisco Gabino Arias (1776-1777)
- Antonio de Arriaga (1777-1778)
- Andrés de Mestre (1778-1782)